# Ruben Zackhras
Ruben Zackhras (ur. 4 grudnia 1947, zm. 1 stycznia 2019 na Hawajach) – marszalski polityk, p.o. prezydenta Wysp Marshalla od 21 października 2009 do 2 listopada 2009.
Ruben Zackhars w styczniu 2008 objął stanowisko ministra ds. prezydenckich w gabinecie prezydenta Litokwy Tomeinga. Wcześniej zajmował urząd wiceprzewodniczącego parlamentu. 21 października 2009, po uchwaleniu przed parlament wotum nieufności wobec rządu prezydenta Tomeinga, objął tymczasowo funkcję szefa państwa. Pełnił ją do czasu wyboru nowego szefa państwa. 26 października 2009 parlament wybrał na stanowisko prezydenta Jurelanga Zedkaię, który został zaprzysiężony 2 listopada 2009.